# Pamela Brown
Pamela Brown, nata Pamela Mary Brown (Londra, 8 luglio 1917 – Londra, 18 settembre 1975), è stata un'attrice britannica.

## Biografia
Nata ad Hampstead, ricco sobborgo di Londra, figlia di Helen Blanche Ellerton e del giornalista George Edward Brown, compì i suoi studi alla St Mary's School di Ascot. S'iscrisse quindi alla Royal Academy of Dramatic Art che frequentò nel biennio 1935-1936. In quella stagione, fece il suo debutto teatrale nel ruolo di Giulietta a Stratford upon Avon per poi, in autunno, esordire anche a Londra.
Le sue numerose apparizioni teatrali, dall'Old Vic fino a Broadway, sono rimarchevoli anche perché l'attrice doveva combattere contro l'artrite, una malattia di cui aveva cominciato a soffrire già all'età di sedici anni. Alta e atletica, dai lunghi capelli castani, venne notata da Michael Powell - di cui sarebbe diventata la compagna - che la volle come interprete di alcuni suoi film. Il suo debutto sullo schermo fu, nel 1942, in Volo senza ritorno. Nel 1944, ricoprì il ruolo di Ofelia nella messa in scena di Amleto da parte di Robert Helpmann. Nuovamente diretta da Powell, nel 1945 ebbe una parte di rilievo in So dove vado e, nel 1951, fu Niklaus, un ruolo en-travesti, ne I racconti di Hoffmann, trasposizione cinematografica dell'opera di Offenbach.
Nel 1946, aveva lavorato a fianco di Laurence Olivier interpretando Cordelia nel Re Lear.

## Filmografia

### Cinema
- Volo senza ritorno (One of Our Aircrafts is Missing), regia di Michael Powell, Emeric Pressburger (1942)
- So dove vado ( Know Where I'm Going!), regia di Michael Powell, Emeric Pressburger (1945)
- Alice in Wonderland, regia di Dallas Bower (1949)
- I racconti di Hoffmann (The Tales of Hoffmann, regia di Michael Powell, Emeric Pressburger (1951)
- The Second Mrs. Tanqueray, regia di Dallas Bower (1952)
- La voce della calunnia (Personal Affair), regia di Anthony Pelissier (1953)
- Reluctant Bride, regia di Henry Cass (1955)
- Riccardo III (Richard III), regia di Laurence Olivier (1955)
- Quando l'amore è poesia (Now and Forever), regia di Mario Zampi (1956)
- Brama di vivere (Lust for Life), regia di Vincente Minnelli (1956)
- Il capro espiatorio (The Scapegoat), regia di Robert Hamer (1959)
- Cleopatra, regia di Joseph L. Mankiewicz (1963)
- Becket e il suo re (Becket), regia di Peter Glenville (1964)
- Dolci vizi al foro (A Funny Thing Happened on the Way to the Forum), regia di Richard Lester (1966)
- Lo squattrinato (Half a Sixpence), regia di George Sidney (1967)
- Cerimonia segreta (Secret Ceremony), regia di Joseph Losey (1968)
- Cime tempestose (Wuthering Heights), regia di Robert Fuest (1970)
- L'amica delle 5½ (On a Clear Day You Can See Forever), regia di Vincente Minnelli (1970)
- Caccia sadica (Figures in a Landscape), regia di Joseph Losey (1970)
- The Night Digger, regia di Alastair Reid (1971)
- Peccato d'amore (Lady Caroline Lamb), regia di Robert Bolt (1972)

### Tv (parziale)
- The Lady's Not for Burning (episodio tv)  (1950)
- Susan and God (episodio tv) (1951)
- Baker's Dozen (film tv) (1955)
- The Great Healer (episodio tv) (1955)
- The Violent Heart (episodio tv) (1958)
- The Woman Turned to Salt   (episodio tv) (1958)
- Dark Possession (film tvi) (1959)
- The House in Paris (film tvi) (1959)
- Missione segreta (Espionage) – serie TV, episodio 1x12 (1964)
- Riviera Police – serie TV, episodio 1x10 (1965)

## Doppiatrici italiane
- Lydia Simoneschi in Cleopatra, Cerimonia segreta
- Renata Marini in Brama di vivere
- Adriana De Roberto ne Il capro espiatorio
- Rosetta Calavetta in Becket e il suo re
- Franca Dominici in Dolci vizi al foro
- Benita Martini in Peccato d'amore